# Nymula calyce
Nymula calyce är en fjärilsart som beskrevs av Felder 1862. Nymula calyce ingår i släktet Nymula och familjen Riodinidae. Inga underarter finns listade i Catalogue of Life.